# Le Cabaret des hommes perdus
Le Cabaret des hommes perdus est une comédie musicale sur l'univers gay, d'après une idée originale de Jean-Luc Revol, commandée à Christian Siméon (texte) et Patrick Laviosa (musique) par le metteur en scène Jean-Luc Revol et sa compagnie le Théâtre du caramel fou. Le spectacle a été créé le 7 septembre 2006 au théâtre du Rond-Point, à Paris puis s'est déplacé le 21 novembre 2006 au théâtre de la Pépinière-Opéra, à Paris. Une reprise unique a eu lieu, avec la même distribution, le lundi 29 septembre 2009 au Bataclan, au profit de l'association de lutte contre le sida Act Up-Paris.

## Argument
Le Cabaret des hommes perdus raconte le destin d’une jeune star du cinéma X gay, un jeune provincial nommé Dick Teyer, qui le mène dans une boîte drag queen des bas-fonds de New York pour échapper à une bande de casseurs. Par son physique avantageux, il devient une célébrité du milieu pornographique.

## Distribution originale
- Le Destin : Denis D'Arcangelo
- Lullaby : Sinan Bertrand
- Dicky : Alexandre Bonstein
- Le Barman : Jérôme Pradon, puis David Macquart

Au piano, en alternance : Patrick Laviosa, Thierry Boulanger ou François Debaecker.

## Fiche technique
- Auteur : Christian Siméon
- Compositeur : Patrick Laviosa
- Mise en scène : Jean-Luc Revol
- Assistant : Laurent Courtin
- Décors : Sophie Jacob
- Costumes : Aurore Popineau
- Chorégraphies : Armelle Ferron
- Son : Clément Hoffmann
- Lumière : Philippe Lacombe

## Récompenses
- Les Musicals 2007 :  meilleur musical original.
- Molières 2007 : meilleur spectacle musical (remporté), meilleur auteur (remporté), et meilleur metteur en scène (nomination).
- Festival d'Angers 2007: Prix d'interprétation décerné à Denis D'Arcangelo.

## Adaptations
Le Cabaret des hommes perdus a été traduit et joué dans plusieurs pays étrangers :
- à Vienne, en langue allemande, sous le titre Das Cabaret der verlorenen Seelen[2],
- à Varsovie, en polonais, sous le titre Kabaret zagubionych facetów[3],
- à Buenos Aires, en espagnol, sous le titre El cabaret de los hombres perdidos[4],
- à Liège, en français, sous le titre original[5].